# Erythroxylum bicolor
Erythroxylum bicolor es una especie de planta perteneciente a la familia Erythroxylaceae. Se distribuye en el estado de Minas Gerais, en Brasil.

## Taxonomía
Erythroxylum bicolor fue descrita por el botánico alemán Otto Eugen Schulz y la descripción publicada en Das Pflanzenreich IV. 134(Heft 29): 107 en 1907.